# Барон Ґрей з Ратина

Герб Ґреїв з Ратина

Барон Ґрей з Ратина (або Ратіна ) — дворянський титул, створений у 1324 році в рамках ордена перства Англії за судовим наказом для сера Роджера де Ґрея, сина Джона, 2-го барона Ґрея з Вілтона, і його дія була призупинена з 1963 року. Історично ця гілка родини Ґрей проживала в замку Ратин у Валлії .
Носії Великих Золотих Шпор, або Шпор Святого Ґеорґія, символів лицарства та відваги, виконують свою службу jure sanguinis, залежно від походження від Вільяма, графа Пембрука, спадкоємця свого брата, Джона ле Маршала, який ніс Шпори на коронації Річарда I у 1189 році. Маршали зазнали невдачі по чоловічій лінії, і спадкове право перейшло по жіночій лінії через родину Гастінґс до лордів Ґреїв де Ратин, пізніше маркізів Гастінґса. Чоловіча лінія знову зазнала невдачі, і рівне право по жіночій лінії перейшло в 1911 році до графа Лаудона (Абні-Гастінґс) та лорда Ґрея де Ратина (Кліфтон).

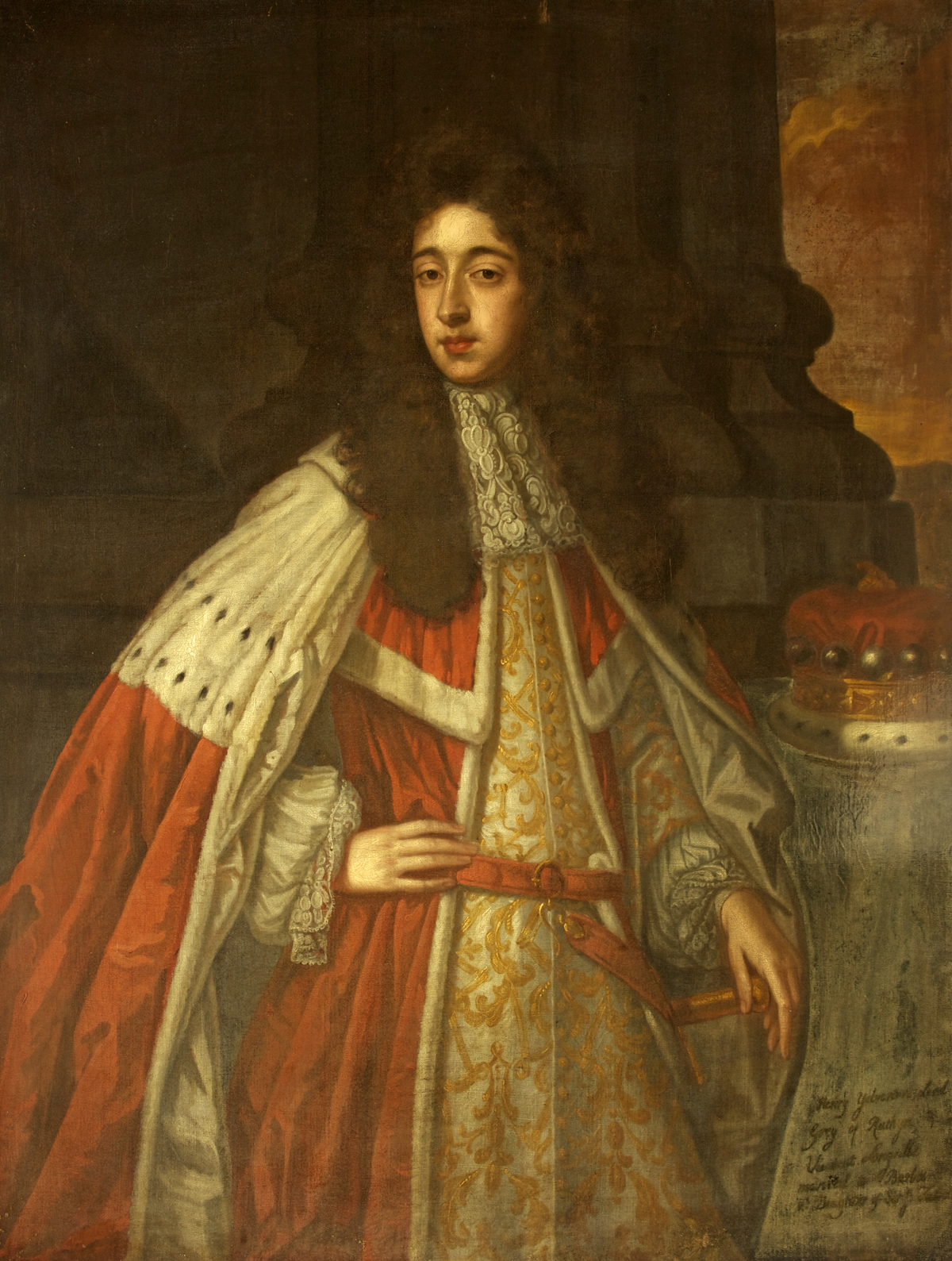
Генріх, віконт Лонґевіль у 1690 році

## Барони Ґрей з Ратина (1324)
- Роджер Ґрей, 1-й барон Ґрей з Ратина (пом. 1353)
- Рейнольд Ґрей, 2-й барон Ґрей з Ратина (1319–1388)
- Рейнольд Ґрей, 3-й барон Ґрей з Ратина (1362–1440)
- Едмунд Ґрей, 4-й барон Ґрей з Ратина, 1-й граф Кентський (1416–1490)
- Джордж Ґрей, 5-й барон Ґрей з Ратина, 2-й граф Кент (помер 1503 р.)
- Річард Ґрей, 6-й барон Ґрей з Ратина, 3-й граф Кентський (1478–1523)
- Генрі Ґрей, 7-й барон Ґрей з Ратина, 4-й граф Кент (помер 1562 р.)
- Реджинальд Ґрей, 8-й барон Ґрей з Ратина, 5-й граф Кент (помер 1573 р.)
- Генрі Ґрей, 9-й барон Ґрей з Ратина, 6-й граф Кентський (1541–1615)
- Чарльз Ґрей, 10-й барон Ґрей з Ратина, 7-й граф Кентський (1545–1623)
- Генрі Ґрей, 11-й барон Ґрей з Ратина, 8-й граф Кентський (1583–1639)
- Чарльз Лонгвіль, 12-й барон Ґрей з Ратинз (1612–1643)
- Сьюзен Лонгвіль, 13-та баронеса Ґрей з Ратина (1634–1676)
- Чарльз Єлвертон, 14-й барон Ґрей Ратин (1657–1679)
- Генрі Єлвертон, 15-й барон Ґрей з Ратина, 1-й віконт Лонґевіль (1664–1704)
- Талбот Єлвертон, 16-й барон Ґрей з Ратина, 1-й граф Сассекс (1690–1731)
- Джордж Огастес Єлвертон, 17-й Ґрей з Ратина, 2-й граф Сассекс (1727–1758)
- Генрі Єлвертон, 18-й барон Ґрей з Ратина, 3-й граф Сассекс (1728–1799)
- Генрі Едвард Єлвертон, 19-й барон Ґрей де Ратин (1780–1810)
- Барбара Єлвертон, 20-та баронеса Ґрей з Ратина (1810–1858)
- Генрі Вейсфорд Чарльз Плантаґенет Родон-Гастингс, 21-й барон Ґрей з Ратина, 4-й маркіз Гастінґса (1842–1868) (припинив свою діяльність у 1868 році)
- Берта Лелґард Кліфтон, 22-га баронеса Ґрей де Ратин (1835–1887) (призупинення повноважень припинено 1885 року) [2]
- Роудон Джордж Ґрей Кліфтон, 23-й барон Ґрей де Ратин (1858–1912)
- Сесіл Телбот Кліфтон, 24-й барон Ґрей де Ратин (9 січня 1862 – 21 травня 1934) (закінчив 1934) [1]
- Джон Ланселот Вайкем Батлер-Боудон, 25-й барон Ґрей де Ратин (1883–1963) (призупинення діяльності припинено у 1940 році, призупинено у 1963 році) [3]